# Dominik Wydra
Dominik Wydra (* 21. März 1994 in Wien) ist ein österreichischer Fußballspieler auf der Position eines Mittelfeldspielers.

## Karriere

### Verein
Wydras Eltern stammen aus Polen; er selbst wurde in Wien geboren. Er begann seine Karriere beim SC Wiener Viktoria, von dem aus er nach zwei Jahren zum österreichischen Rekordmeister SK Rapid Wien wechselte. Bis 2011 durchlief der defensive Mittelfeldspieler die Jugendabteilungen von Rapid. In der Saison 2010/11 wurde er zur Amateurmannschaft des SK Rapid in die Regionalliga Ost hochgezogen. Sein Debüt gab er am 25. April 2011 im Spiel gegen den SV Schwechat, als er in der 63. Minute für den Belarussen Andrej Lebedseu eingewechselt wurde. Bei seinem Debüt erhielt er eine gelbe Karte; das Spiel wurde mit 1:2 verloren. Wydra kam in dieser Saison auf fünf weitere Einsätze. In seiner zweiten Saison bei den Amateuren des SK Rapid wurde er Stammspieler; er spielte 23-mal und erzielte dabei fünf Tore. Sein erstes Tor erzielte er im Spiel gegen den FC Sollenau am 12. August 2011.
Vom Coach der Kampfmannschaft Peter Schöttel wurde er gemeinsam mit Lukas Grozurek im Alter von 17 Jahren in der Winterpause der Saison 2011/12 in den Kader der ersten Mannschaft berufen. Wydra kam am 21. März 2012 im Spiel gegen den Kapfenberger SV zu seinem Debüt in der höchsten österreichischen Spielklasse, als er in der Schlussminute für Kapitän Steffen Hofmann eingewechselt wurde. Das Spiel im Gerhard-Hanappi-Stadion wurde gegen den späteren Absteiger 3:0 gewonnen. Wydra kam in dieser Bundesligasaison auf einen weiteren Einsatz, Rapid wurde Vizemeister. In der Herbstsaison der Saison 2012/13 debütierte er am 8. November 2012 auch in der Europa League. Bei der 0:3-Auswärtsniederlage gegen Bayer 04 Leverkusen stand er über die gesamte Spielzeit auf dem Platz. Einsätze gegen Rosenborg Trondheim und Metalist Charkiw folgten. Neben Einsätzen in der Kampfmannschaft spielte Wydra auch weiterhin für die Amateure.
In der Sommerpause 2015 wechselte Wydra zum deutschen Zweitligisten SC Paderborn 07. Er unterschrieb einen Dreijahresvertrag. Nach dem Zweitligaabstieg des SC Paderborn wechselte Wydra zur Spielzeit 2016/17 zum VfL Bochum, wo er 13 Zweitligaspiele bestritt.
Am 5. Juli 2017 wechselte Wydra zum Ligakonkurrenten FC Erzgebirge Aue, wo er einen Zweijahresvertrag unterschrieb. Nach 56 Zweitligaeinsätzen für Aue verließ er den Verein nach der Saison 2019/20. Daraufhin wechselte er im Juli 2020 zum Zweitligaaufsteiger Eintracht Braunschweig, bei dem er einen bis Juni 2022 laufenden Vertrag erhielt. Für die Eintracht kam er bis Saisonende zu 28 Einsätzen in der 2. Bundesliga, aus der Braunschweig allerdings zu Saisonende abstieg. Daraufhin verließ er den Verein nach einem Jahr wieder.
Daraufhin wechselte er im Juli 2021 nach Polen zum Erstligisten Raków Częstochowa. Nach einer Spielzeit verließ er Raków nach der Saison 2021/22 wieder.
Nach einem halben Jahr ohne Klub kehrte er im Jänner 2023 nach Österreich zurück und wechselte zum Regionalligisten ASV Siegendorf.

### Nationalmannschaft
Für den ÖFB lief Wydra in der U-16, U-17, U-18 und U-19 auf. Er war Mannschaftskapitän der österreichischen U-21-Auswahl.
Im Oktober 2017 wurde er erstmals in den Kader der A-Nationalmannschaft berufen.

## Persönliches
Sein Bruder Philipp (* 2003) ist ebenfalls Fußballspieler.